# Blauw naakt IV
Blauw naakt IV (Nue bleue IV) is een schilderij van de Franse kunstschilder Henri Matisse.
Het is een gouache met collage van 103 x 74 cm. Het bevindt zich in Musée Henri Matisse in Nice. 
Henri Matisse heeft het in 1952 gemaakt. Het beeldt een vrouwelijk naakt uit.